# Гоголь, Анна Григорьевна
Анна Григорьевна Гоголь (1901, Черче — 1963, Ивано-Франковск) — советская государственная деятельница. Депутат народного собрания Западной Украины в 1939 г. Депутат Верховного Совета УССР 1-го созыва (1940—1947). Депутат Верховного Совета СССР 2—5-го созывов.

## Биография
Родилась в 1901 году в селе Черче Рогатинского повета в крестьянской семье. Украинка.
До 1939 года работала в сельском хозяйстве, была председателем прокоммунистической «Женского общества» в с. Черче (Рогатинского повета Станиславского воеводства). После присоединения западноукраинских земель к УССР с 1939 работала председателем плановой комиссии райисполкома (Станиславская область), председателем колхоза.
В 1942 году стала членом ВКП(б).
Окончила Высшую партийную школу при ЦК КП(б) Украины.
С 1946 до 1958 г. — заведующая Станиславским областным отделом социального обеспечения. С 1958 года на пенсии.
Награждена орденами и медалями.